# Christophe Deshoulières
Christophe Deshoulières, né le 4 août 1961 à Genève, est un écrivain suisse romand.

## Biographie
Ancien élève de l'École normale supérieure (promotion 1981 Lettres), il a séjourné à la Villa Médicis en 1992-1993 puis à Prague. Spécialiste du théâtre lyrique (notamment de l'opéra baroque, qui a fait l'objet de sa thèse de doctorat soutenue en 1996), il est professeur à l'Université de Poitiers.
Pendant trente ans, de 1978 à 2008, il a composé et publié une trilogie littéraire intitulée la Comédie Dernière.
Le premier volume, Madame Faust, fut publié en 1989 par Christian Bourgois aux éditions Julliard, puis réédité par Claude Durand aux éditions Fayard en 1999. En huit cents pages, les métamorphoses de la vie intellectuelle française de 1968 aux années 80 font l'objet d'un récit épique ou grotesque recyclant des figures culturelles plus anciennes (Dante, Julien l'Apostat).
Mémoires d'Aramis fut publié simultanément à la réédition de Madame Faust chez Fayard. Deuxième temps de la forme dialectique de cette trilogie, c'est un moment de négativité, de mise en abyme du roman dans le roman comme l'indique son sous-titre : L'Anti-journal, roman de la vie littéraire. Dans cette autofiction ironique, l'auteur raconte les évènements personnels et médiatiques qui ont accompagné la première publication de Madame Faust.
Les mille pages du troisième volume, Les Mal-aimants,,, furent publiées chez Fayard en 2008. À nouveau, son sous-titre, « néo-roman », remet en cause la définition du genre romanesque. Impliqué comme personnage, l'auteur y présente lui-même  son projet à la croisée de grands récits de notre mythologie culturelle : le Décaméron de Boccace, les romans populaires d'aventures napoléoniennes, les séries télévisées mettant en scène la vie quotidienne d'un groupe d'amis, etc. Ainsi, le genre du néo-roman recycle des œuvres et des formes anciennes (ou déjà constituées génériquement) au service d'une création originale.

## Publications

### Romans
- Madame Faust : roman, Paris, Julliard, 1989, 801 p.  (ISBN 2-260-00689-2).
- Mémoires d’Aramis ou L'Anti-journal, Paris, Fayard, 1999, 449 p.  (ISBN 2-213-60525-4).
- Les Mal-aimants : néo-roman, Paris, Fayard, 2008, 1 151 p.  (ISBN 978-2-213-63594-1).
- Candyda ou Voltaire au féminin[6], en collab. avec Sylvia Kaiser, Marseille, Éditions des Fédérés, 2016, 329 p.  (ISBN 979-10-95636-13-7).

### Essais
- Inventer le dramaturge : le théâtre universitaire à l'École normale supérieure, Paris, Atelier de dramaturgie de l'École normale supérieure, 1984, 95 p.
- Le théâtre au XXe siècle, Paris, Bordas, 1990, 223 p.  (ISBN 2-04-018355-8).
- William Christie et les théâtres des Arts Florissants : 1979-1999, Paris, Armand Colin, 1999,  (ISBN 2-200-25095-9).
- L'opéra baroque et la scène moderne : essai de synthèse dramaturgique, préface de Philippe Beaussant, Paris, Fayard, 2000, 983 p.  (ISBN 2-213-60660-9) [version révisée de la thèse de doctorat sous la direction de Robert Abirached, soutenue par l'auteur à l'Université Paris-X Nanterre en 1996].
- Le théâtre est un jeu : 100 jeux dramatiquement drôles, Paris, Librio, 2008, 94 p.  (ISBN 978-2-290-00928-4).
- L'opéra est un jeu, Paris, Librio, 2013, 92 p.  (ISBN 978-2-290-05408-6).